# 立山架空索道

立山架空索道（日语：／ Tateyama Rōpuuei */?，又名立山空中纜車）是日本一條由立山黑部貫光經營，往返大觀峰站與黑部平站的架空索道。該線因地制宜採用無支柱式設計（ワンスパン方式），沿途不設任何支柱，為日本最長的往复式索道，也是立山黑部阿爾卑斯山脈路線構成路線之一。立山架空索道與黑部登山纜車、立山隧道無軌電車等載具同屬於鐵路，受《鐵道事業法》規管。

## 路線概要
立山架空索道全線位於富山縣中新川郡境內，於1968年10月20日動工，1970年7月25日開始營業，並分別1988年和2012年兩次更新吊厢，目前使用的吊厢為第三代。路線全長1,710（5,610英尺），水平距離1,638（5,374英尺）。

## 運行形態
立山架空索道全程需時約5.5至7分，每年冬季（12月1日 - 翌年4月中旬）封山期間暫停營運。

## 車站列表

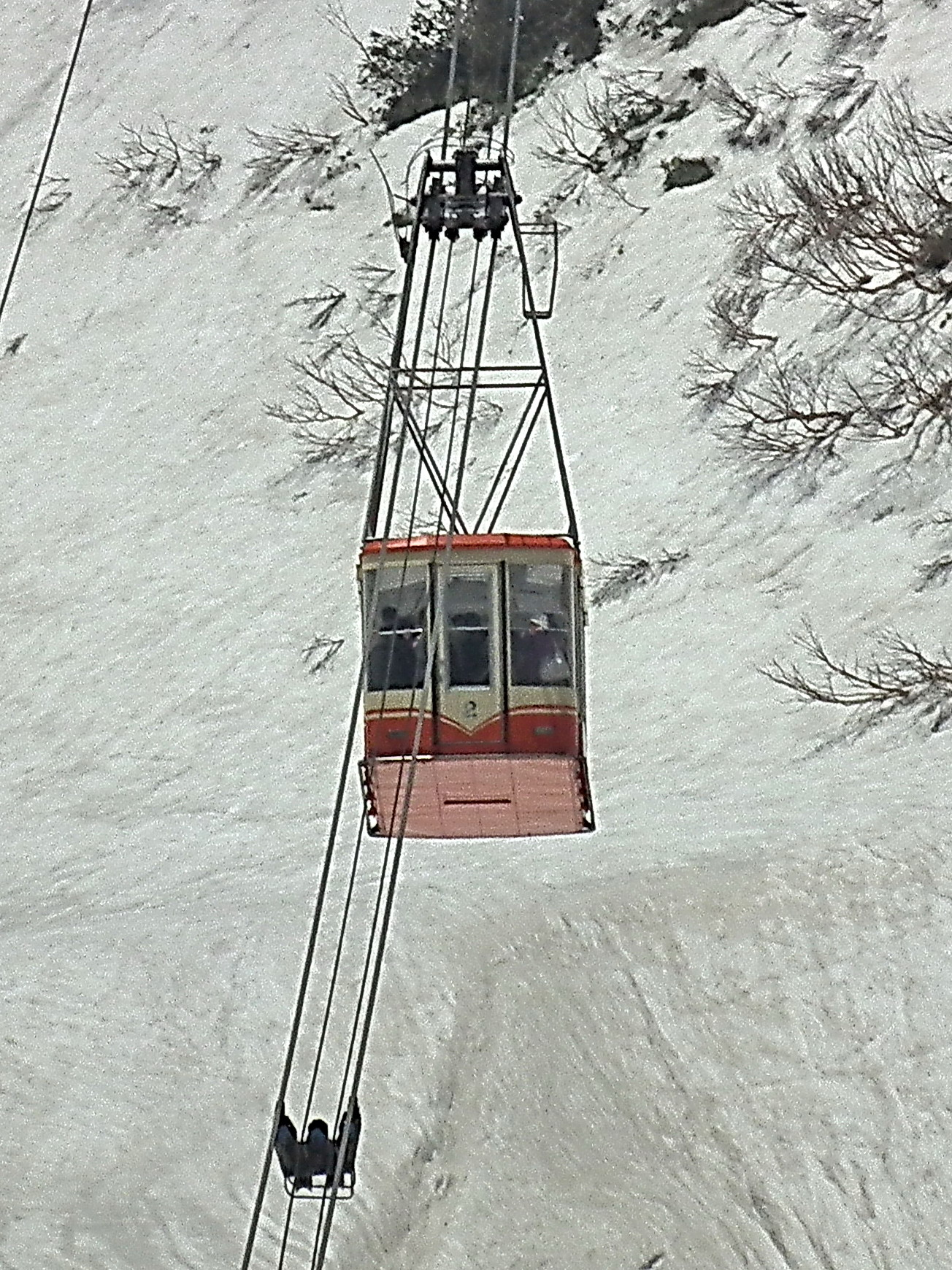
第二代吊厢（1988年-2012年）

| 站名          | 海拔（米） | 高低差（米） | 營業距離（公里） | 接續路線及注釋           | 備考   |
| ------------- | ---------- | ------------ | ---------------- | ------------------------ | ------ |
| 大觀峰站 （大観峰駅） | 2,316      | 488          | 0.00             |                          | [ 10 ] |
| 黑部平站 （黒部平駅） | 1,828      | 488          | 1.71             | 黑部登山纜車（往黑部湖） | [ 10 ] |

### 过去的接续路线
- 大觀峰站：立山隧道无轨电车

## 關連條目
- 立山黑部阿爾卑斯山脈路線
- 箱根空中纜車 - 全日本最長的營業索道

## 外部連結
- 阿爾卑斯路線內的交通：各交通機關的說明 （页面存档备份，存于） （繁體中文）
- 立山架空索道 （页面存档备份，存于） - 立山黑部阿爾卑斯路線 （日語）
- YouTube上的立山架空索道的宣傳影片（4K）